# Finale de la Coupe du monde de football 1998
La finale de la Coupe du monde de football 1998 voit la victoire de la France, pays hôte, face au Brésil sur le score de trois à zéro. 
Un doublé de Zinédine Zidane et un but d'Emmanuel Petit permettent à l'équipe de France de devenir championne du monde pour la première fois de son histoire.
Elle s'est déroulée le 12 juillet 1998 au Stade de France à Saint-Denis devant 80 000 spectateurs.
La finale est suivie de nombreux rassemblements de supporters dans toutes les villes françaises.
Dans la nuit, 1,5 million de personnes viennent célébrer la victoire sur les Champs-Elysées, ce qui constitue plus grand rassemblement populaire sur cette avenue depuis le défilé du général de Gaulle lors de la Libération de Paris en 1944.

## Repères
Parvenue en finale de « sa » Coupe du monde, la France n'a concédé que 2 buts en 6 rencontres, dont un sur pénalty contre le Danemark. Mais l'animation offensive, point faible des Bleus depuis de très longs mois, continue à poser un problème, les journaux sportifs critiquant le style de jeu rigide défendu par Aimé Jacquet, le « football-champagne » n'étant plus à l'ordre du jour. Après avoir gagné ses trois matchs de poule contre des équipes de faible niveau (Arabie saoudite, Danemark et Afrique du Sud), la France a rencontré des difficultés à battre le Paraguay (victoire à la suite du but en or de Laurent Blanc), n'est pas parvenue à marquer et a dû attendre la session des tirs au but pour éliminer l'Italie et n'a battu la Croatie qu'avec un but d'écart (victoire deux buts à un grâce à un doublé de Lilian Thuram) alors qu'elle partait favorite. L'absence pour suspension du libéro Laurent Blanc représente encore un problème supplémentaire selon Frank Lebœuf.
Le match, diffusé sur la chaîne privée TF1, est commenté par le duo de journalistes Thierry Roland et Jean-Michel Larqué.

## Feuille de match
| Finale                                                | Brésil            | 0 - 3   | France                                                                    | Stade de France, Saint-Denis                  |                                               |
| 12 juillet 1998 · 21 h 00 · Historique des rencontres |                   | (0 - 2) | · 27e Zidane (Petit ) · 45+1e Zidane (Djorkaeff ) · 90+3e Petit (Vieira ) | Spectateurs : 80 000 Arbitrage : Saïd Belqola | Spectateurs : 80 000 Arbitrage : Saïd Belqola |
| 12 juillet 1998 · 21 h 00 · Historique des rencontres | Júnior Baiano 33e | Rapport | 39e Deschamps · 47e, 68e Desailly · 55e Karembeu                          | Spectateurs : 80 000 Arbitrage : Saïd Belqola | Spectateurs : 80 000 Arbitrage : Saïd Belqola |

| Brésil | France |

| BRÉSIL :        |    |                  |  |     |        |
|                 |    |                  |  |     |        |
| Gardien de but  | 01 | Cláudio Taffarel |  |     |        |
|                 | 02 | Cafu             |  |     |        |
|                 | 03 | Aldair           |  |     |        |
|                 | 04 | Júnior Baiano    |  | 33e |        |
|                 | 06 | Roberto Carlos   |  |     |        |
|                 | 05 | César Sampaio    |  |     | 73e    |
|                 | 08 | Dunga            |  |     |        |
|                 | 10 | Rivaldo          |  |     |        |
|                 | 18 | Leonardo         |  |     | 46e MT |
|                 | 20 | Bebeto           |  |     |        |
|                 | 09 | Ronaldo          |  |     |        |
| Remplacements : |    |                  |  |     |        |
|                 | 19 | Denílson         |  |     | 46e MT |
|                 | 21 | Edmundo          |  |     | 73e    |
| Sélectionneur : |    |                  |  |     |        |
| Mário Zagallo   |    |                  |  |     |        |

| FRANCE :        |    |                    |          |     |
|                 |    |                    |          |     |
| Gardien de but  | 16 | Fabien Barthez     |          |     |
|                 | 15 | Lilian Thuram      |          |     |
|                 | 08 | Marcel Desailly    | 48e, 68e |     |
|                 | 18 | Frank Lebœuf       |          |     |
|                 | 03 | Bixente Lizarazu   |          |     |
|                 | 07 | Didier Deschamps   | 39e      |     |
|                 | 19 | Christian Karembeu | 56e      | 57e |
|                 | 17 | Emmanuel Petit     |          |     |
|                 | 10 | Zinédine Zidane    |          |     |
|                 | 06 | Youri Djorkaeff    |          | 74e |
|                 | 09 | Stéphane Guivarc'h |          | 66e |
| Remplacements : |    |                    |          |     |
|                 | 14 | Alain Boghossian   |          | 57e |
|                 | 21 | Christophe Dugarry |          | 66e |
|                 | 04 | Patrick Vieira     |          | 74e |
| Sélectionneur : |    |                    |          |     |
| Aimé Jacquet    |    |                    |          |     |

| Assistants : Mark Warren Achmat Salie Quatrième arbitre : Rahman Al-Zaid |

Laurent Blanc suspendu, Aimé Jacquet le remplace poste pour poste par Frank Lebœuf en défense centrale. Pour le reste, l'entraîneur conserve son schéma traditionnel à trois milieux récupérateurs utilisé à l'Euro 1996 et à nouveau depuis le quart de finale contre l'Italie[réf. souhaitée]. Didier Deschamps évolue dans l'axe tandis que Christian Karembeu et Emmanuel Petit sont décalés sur les côtés[réf. souhaitée]. Zinédine Zidane se voit confier l'animation du jeu et Youri Djorkaeff évolue dans un rôle libre en soutien de Stéphane Guivarc'h seul en pointe qui a été préféré à Christophe Dugarry.
Le Brésil aligne son équipe type[réf. souhaitée]. Pourtant, sur la première feuille de match communiquée à la presse quelques heures avant le match, c'est Edmundo et non Ronaldo qui est annoncé à la pointe de l'attaque[réf. souhaitée]. Après la rencontre, il s'avère que victime d'un curieux malaise avec perte de connaissance le matin même du match, Ronaldo était réellement très incertain pour la finale.

## Déroulement

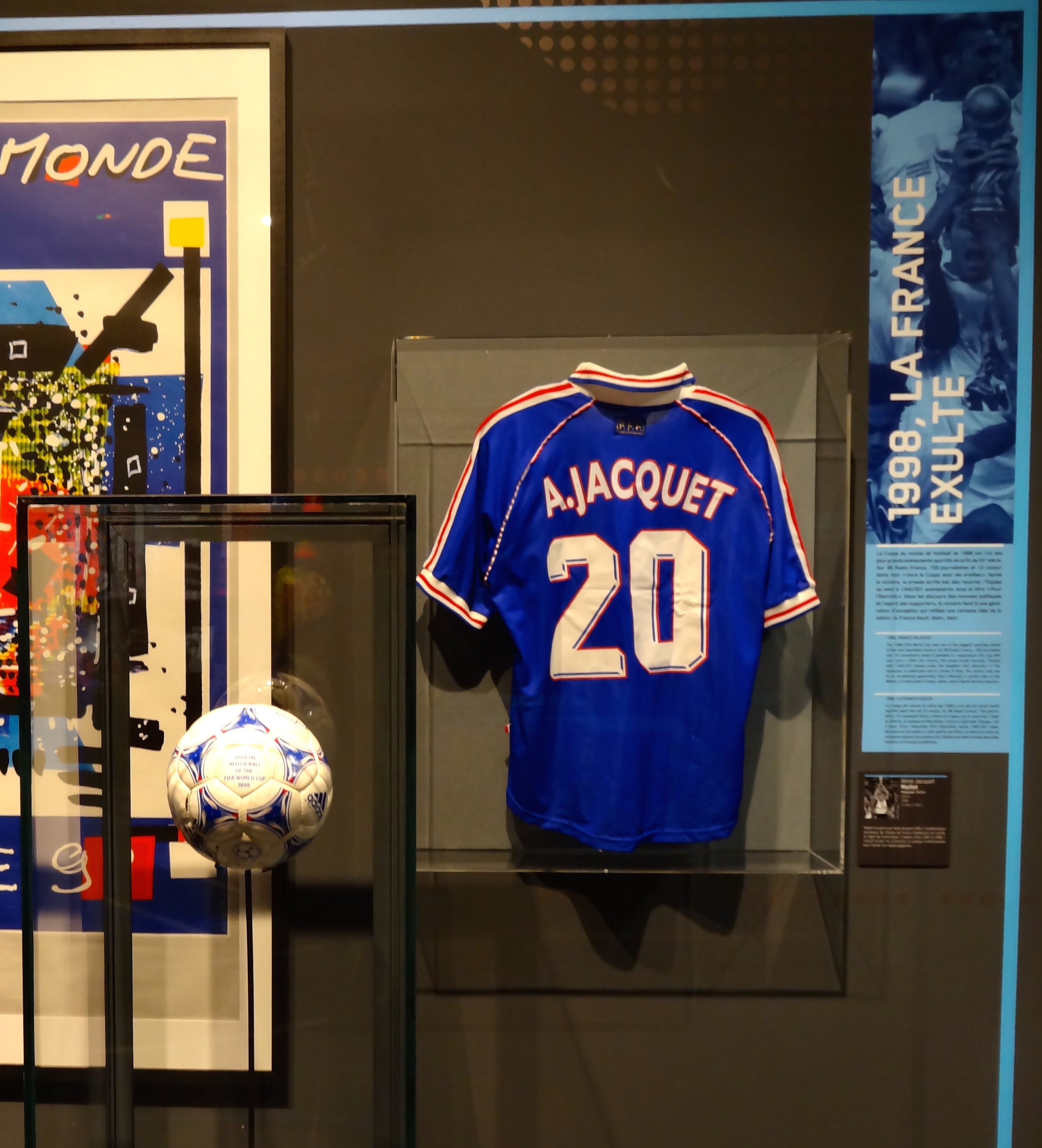
Ballon officiel utilisé lors de la finale (musée national du sport).

Les Français prennent dès le coup d'envoi le contrôle du milieu de terrain. Dès la troisième minute, Stéphane Guivarc'h, sur une passe de Zinédine Zidane, obtient une occasion de but mais ne cadre pas son tir.
Alors que le match tend à s'équilibrer et que le Brésil se procure plusieurs occasions de buts (notamment un centre au-dessus de la transversale de Roberto Carlos à la 20e minute et une tête de Rivaldo à la 24e minute), les Bleus remettent la pression sur leur adversaire. À la 27e minute, à la suite d'un coup de pied de coin concédé par Roberto Carlos, l'Équipe de France inscrit un but : sur un tir d'Emmanuel Petit, Zinédine Zidane, à 6 m au premier poteau, place une tête piquée en extension au centre du but,.
Le gardien français Fabien Barthez réalise une sortie spectaculaire à la 30e minute en passant au-dessus de Ronaldo dans un choc avec l'attaquant brésilien. Alors que la première mi-temps se termine, l'équipe de France inscrit un deuxième but, à nouveau sur corner : tiré par Youri Djorkaeff, le ballon est dévié dans le but brésilien par Zinédine Zidane au premier poteau, lequel se retrouve démarqué à la suite de la glissade de Dunga,.
Dès l'entame de la seconde période, le sélectionneur brésilien décide de renforcer son attaque. Milieu de terrain relayeur, l'ancien joueur du Paris Saint-Germain, Léonardo, cède sa place à l'attaquant Denilson. De plus en plus pressants, les Brésiliens se créent une occasion lorsque, décalé par une transversale de Roberto Carlos, Ronaldo se trouve en position de frapper au but quasiment à bout portant. Mais fermant l'angle, Fabien Barthez bloque la frappe de l'attaquant brésilien, particulièrement amorphe depuis le début de la rencontre,.
À la 67e minute, Marcel Desailly, joueur d'importance pour la défense française, reçoit un second carton jaune en taclant irrégulièrement Cafu à l'issue d'une montée sur le côté droit du terrain et est donc exclu. Aimé Jacquet remplace alors Youri Djorkaeff par le milieu défensif Patrick Vieira, tandis qu'Emmanuel Petit évolue à présent en tant qu'arrière central, qui n'est pas sa position habituelle, à la place de Marcel Desailly[source insuffisante].
En supériorité numérique, les Brésiliens multiplient les attaques, d'autant qu'un attaquant supplémentaire, Edmundo, entre au jeu. Cependant, malgré certaines tentatives dont une frappe de Denilson sur la barre transversale, l'équipe brésilienne ne parvient pas à marquer de but. De son côté, l'attaquant Stéphane Guivarc'h se procure une nouvelle occasion à la 63e minute mais tire au-dessus du but de Taffarel.
Alors que le match est sur le point de se terminer, Lilian Thuram concède un corner. Celui-ci est cependant récupéré par Christophe Dugarry qui part en contre-attaque. Ce dernier passe le ballon à Patrick Vieira, qui le passe immédiatement à Emmanuel Petit, esseulé. Le joueur français effectue une frappe croisée et trompe Taffarel, venu à sa rencontre, pour inscrire le troisième but de l'Équipe de France, qui devient championne du monde de football pour la première fois de son histoire.

### Statistiques
Le troisième but inscrit par Emmanuel Petit lors de cette finale est aussi le 1 000e but inscrit de l'histoire des Bleus.
Ce score est aussi historique puisqu'il s'agit du plus grand écart jamais observé lors d'une finale de Coupe du monde (avec la finale de 1958 entre le Brésil et la Suède 5-2 et celle de 1970 entre le Brésil et l'Italie 4-1) et également de la plus grande différence de buts sans que l'équipe adverse n'en ait inscrit. C'était aussi la défaite la plus large subie par le Brésil en phase finale de Coupe du monde jusqu'à 2014 (la demi-finale contre l'Allemagne 1-7 à l'Estádio Mineirão de Belo Horizonte).

## Après-match
Quelques instants après le coup de sifflet final, le commentateur Thierry Roland lâche une phrase exprimant sa joie, qui restera dans les annales :

« Vous le croyez ça ? L'équipe de France est championne du monde en battant le Brésil 3-0 ! Deux buts de Zidane, un but de Petit, je crois qu'après avoir vu ça, on peut mourir tranquille. Enfin, le plus tard possible, mais on peut. Ah c'est superbe. Quel pied, ah quel pied ! Oh putain ! Olalala ! »

.
Des rassemblements sans précédent ont ainsi lieu dès le coup sifflet final, dans toutes les villes françaises. Sur les Champs-Elysées, dans la nuit du 12 juillet, 1,5 million de personnes y déferlent pour fêter la victoire, ce qui apparaît comme le plus grand rassemblement populaire sur cette avenue depuis le défilé du général de Gaulle à la Libération, le 26 août 1944
Le lendemain, les Bleus paradent sur l'avenue des Champs-Élysées dans un bus à impériale évoluant difficilement au milieu de la foule[réf. nécessaire]. Ils se rendent ensuite avec leur famille au palais de l'Élysée où ils sont reçus par le Président de la République Jacques Chirac. Le 14 juillet, ils sont faits chevaliers de la Légion d'honneur.

## Effet Mondial?
Un « effet Mondial » a souvent été évoqué, notamment pour qualifier l'impact positif sur l'économie de la France (dopage de la croissance et amélioration du moral des ménages), mais des études rétrospectives ont montré l'absence de « miracle économique » et attribuent même ce supposé effet économique à « une construction médiatique ». L'effet ponctuel est cependant indéniable : « La presse sportive augmente sa diffusion et les droits télévisés connaissent une inflation qui profite aux clubs professionnels dont le nombre d'abonnés et de spectateurs vient d'augmenter, sans oublier les effets bénéfiques sur les partenaires des Bleus (marques) ».
Les retombées sportives sont transitoires puisque « les clubs de jeunes accueillent un mini baby-boom avec une augmentation de 12 % de licenciés ».
L'impact sociologique de cet « effet Mondial » relève également du mythe. Le sociologue Karim Souanef montre comment les journalistes français se sont unis pour refléter un sentiment de concorde nationale, une France « Black Blanc Beur » qui devait réconcilier deux France séparées et être « représentative de la France des provinces, des DOM-TOM et de l'ancien empire colonial ». Cette interprétation journalistique, révélatrice de la « desportivisation » de l’information au profit de la surpolitisation de cet événement footballistique, s'est faite selon Souanef par un « usage intensif et collectif de représentations stéréotypées tendant à imposer de nouveaux schèmes de représentations à l’opinion publique ». Pour Dominique Sopo, président de SOS Racisme, le gouvernement Jospin « aurait pu se servir de cette victoire en Coupe du monde comme d'un levier, pas simplement comme d'un cache-sexe montrant une belle image de la France à vendre aux touristes » mais  les pouvoirs publics n'ont eu aucune politique volontariste pour capitaliser cet élan. Sopo estime que continuer à parler d' « effet Mondial » relève d'une forme d'escroquerie. Selon Gilles Clavreul, « penser qu’une équipe de France diverse par ses origines va rendre la société plus harmonieuse et plus tolérante relève de la pensée magique » car le sport de haut niveau n’est pas représentatif de la société : « une équipe nationale, c’est la conjonction de talents individuels hors normes, de parcours où la chance a sa part (…) et d’un système de formation, d’entraînement, de sélection et de compétition qui repose à la fois sur des acteurs publics, des clubs, des investisseurs, etc. ». Le professeur de philosophie Éric Deschavanne voit pour sa part des valeurs intégratrices dans le football, estimant que « l’équipe de France de foot est devenue un vecteur d’identification nationale, et qu’elle représente en conséquence un symbole de la communauté nationale », et que « le 12 juillet 1998 incarne le rêve français de l’intégration réussie, Knysna, le cauchemar de la dislocation ». À l'inverse, l'essayiste spécialiste du sport Marc Perelman analyse la victoire comme une « footballisation » de la société et non comme une lutte antiraciste grâce au football. Si la « footballmania » envahit la structure même de l'État, les idées d'universalité et d'égalité sont selon lui loin d'être servies par ce sport qui ne joue aucun rôle pour endiguer le racisme « qui dévore la société française ». Selon l'historien Frédéric Attal, les effets bénéfiques sur l'intégration n'ont pas eu lieu sans doute parce que n'était pas dissipée l'ambivalence, « entre valorisation des identités particulières ou au contraire fusion dans un collectif qui fasse abstraction de ces différences ».
Les retombées politiques sont également ponctuelles. L'effet transitoire sur les problèmes de l'extrême droite française sont résumés dans un dessin politique de Plantu publié dans L'Express après cette victoire : « pendant que l'équipe de France black-blanc-beur chante la Marseillaise et que le peuple français acclame Thuram, Zidane et Karembeu, un collaborateur console Le Pen en disant : « Ne pleure pas, Jean-Marie ! Si ça se trouve, la finale du prochain Mondial, ce sera peut-être Nigeria-Cameroun, » sur quoi Le Pen, tombe de sa chaise à la renverse ». L'« effet Mondial » a également un impact éphémère sur l'opinion des français à l'égard de l'exécutif : le président de la République Jacques Chirac regagne immédiatement 15 points de cote de popularité, le Premier Ministre Lionel Jospin 10 points.